# با خونسردی (بازی ویدئویی)
با خونسردی یک بازی ماجراجویی است که توسط نرم افزار روولوشن برای پلی استیشن و ویندوز در سال ۲۰۰۰ در اروپا و در سال ۲۰۰۱ در آمریکای شمالی عرضه شد.
بازیکن در بازی نقش جان کورد را بر عهده می‌گیرد، جان کورد یک سرویس اطلاعات مخفی است که در حین انجام وظیفه دستگیر می‌شود و سعی می‌کند از طریق یک سری نشانه‌ها بک بفهمد چه کسی به او خیانت کرده‌است.
با خونسردی یک بازی ماجراجویی سه بعدی است که از منظر سوم شخص انجام می‌شود. بازیکن، جان کورد را با کیبورد یا دسته بازی هدایت می‌کند.
بازیکن باید اشیایی را جمع‌آوری کند که در دنیای بازی برای حل معماها و پیشرفت در بازی استفاده می‌شود. در بازی صحنه‌های اکشن نیز گنجانده شده‌است.